# Жина
Жина (рум. Jina) — комуна у повіті Сібіу в Румунії. До складу комуни входить єдине село Жина.
Комуна розташована на відстані 241 км на північний захід від Бухареста, 35 км на захід від Сібіу, 110 км на південь від Клуж-Напоки.

## Населення
За даними перепису населення 2002 року у комуні проживали 4073 особи.
Національний склад населення комуни:
| Національність | Кількість осіб | Відсоток |
| -------------- | -------------- | -------- |
| румуни         | 4067           | 99,9%    |
| цигани         | 6              | 0,1%     |

Рідною мовою назвали:
| Мова      | Кількість осіб | Відсоток |
| --------- | -------------- | -------- |
| румунська | 4067           | 99,9%    |
| циганська | 6              | 0,1%     |

Склад населення комуни за віросповіданням:
| Релігія       | Кількість осіб | Відсоток |
| ------------- | -------------- | -------- |
| православні   | 3921           | 96,3%    |
| баптисти      | 147            | 3,6%     |
| п'ятдесятники | 5              | 0,1%     |

## Зовнішні посилання
- Дані про комуну Жина на сайті Ghidul Primăriilor [Архівовано 5 червня 2010 у Wayback Machine.]